# 後藤由紀恵
後藤 由紀恵(ごとう ゆきえ、1975年1月18日 - )は、日本の現代歌人である。

## 経歴・人物
愛知県出身、東京都練馬区在住。愛知淑徳短期大学国文学科卒業。島田修三のゼミ生であった当時から歌の魅力に目覚め、卒業後も彼に師事。1995年より短歌結社「まひる野」に入会。同誌「マチエール」欄などで精力的に活動を続けている。
1997年、「極彩のさかな」にて第40回短歌研究新人賞最終選考通過。1999年、再び「おだやかな日々」にて第42回短歌研究新人賞最終選考通過。2001年8月、第46回まひる野賞受賞。2003年、「冷えゆく耳」にて第49回角川短歌賞次席。2005年12月、第1歌集『冷えゆく耳』にて、第6回現代短歌新人賞を受賞。

## 作品リスト

### 歌集
- 『冷えゆく耳』 (ながらみ書房、2004年)
- 『ねむい春』 (短歌研究社、2013年)

### アンソロジー参加
- 『真砂集 1975年生まれ短歌アンソロジー』（1975年生まれ短歌アンソロジーの会、2017年11月）

## 寄稿
- 「最終選考通過作品 極彩のさかな」 - 『短歌研究』第54巻第9号 短歌研究社 1997年8月
- 「平成の名歌集12―弟子が選ぶ師の秀歌 島田修三『東海憑曲集』」 - 『歌壇』第13巻第6号 本阿弥書店 1999年5月
- 「書評」 - 『青磁社通信』14号 青磁社 2006年7月
- 「(あるきだす言葉たち) 百年先も」 - 『朝日新聞』2013年6月11日夕刊
- 「七月の朝」- 『うた新聞』2013年8月号 いりの舎 2013年8月発行
- 「歌壇時評」 - 『現代短歌』2013年12月号 現代短歌社 2013年11月
- 「手紙から見えるもの」 (松村正直『高安国世の手紙』書評) - 『うた新聞』2013年12月号 いりの舎 2013年12月発行
- 「作品12首」 - 『短歌』第61巻第6号KADOKAWA 2014年5月
- 「れんげ咲く日」 (作品20首) - 『短歌研究』第71巻第6号 短歌研究社 2014年5月
- 「歌人に見る飲食の歌 北原白秋」 - 『現代短歌』2015年3月号 現代短歌社 2015年2月
- 「てのひらの歌」 - 『短歌研究』第72巻第4号 短歌研究社 2015年3月
- 「花が静かに」 (新作10首＋コメント) - 『短歌往来』2015年4月号 ながらみ書房 2015年3月
- 「作品評 2月号 連作のテーマについて」 - 『歌壇』第29巻第4号 本阿弥書店 2015年3月
- 「作品評 3月号 アンソロジーから見えるもの」 - 『歌壇』第29巻第5号 本阿弥書店 2015年4月
- 「視点 居続ける場」 - 『現代短歌新聞』2015年5月号 現代短歌社 2015年5月発行
- 「作品評 4月号 海の向こう側」 - 『歌壇』第29巻第6号 本阿弥書店 2015年5月
- 「作品季評 (第95回・前半)」 - 『短歌研究』第72巻第7号 短歌研究社 2015年6月
- 「喜の名人、名歌　丁寧、ということ」 - 『短歌』2020年2月号 KADOKAWA
- 「食べることの楽しみ」 - 『短歌』2020年8月号 KADOKAWA